# Lapidarium
Et lapidarium er et område, oftest i forbindelse med en kirkegård, hvor særligt bevaringsværdige minde- og gravsten opstilles.
Lapis betyder sten og et lapidarium er en udstilling eller samling af sten. I Danmark kendes ordet fra kirkegårdenes samlinger af gravsten, men andre steder bruges udtrykket om andre stensamlinger.
På kirkegårdene ses tit udvalgte bevaringsværdige sten samlet i en slags udendørs museum, men mange steder er det blot alle gravsten fra nedlagte grave samlet eet sted på kirkegården, hvilket så også er et lapidarium omend mere uformelt.
Der er ikke bestemte regler for hvilke sten eller hvordan de sættes i et lapidarium, men der er regler i kirke- og museumslov, for hvordan menighedsrådet skal sortere, når de skal rydde ud i gravsten, der ikke er afhentet af ejerne efter fredningstiden.